# فرانك أدونيس
فرانك أدونيس (بالإنجليزية: Frank Adonis)‏ هو ممثل أمريكي، ولد في 27 أكتوبر 1935 ببروكلين في الولايات المتحدة.

## أعمال

### أفلام
- (1980) الثور الهائج[2]
- (1987) وول ستريت[3]
- (1990) الأصدقاء الطيبون[4]
- (1994) محقق الحيوانات الأليفة[5]
- (1995) كازينو[6]
- (1999) الطريق للساموراي[7]

## وصلات خارجية
- فرانك أدونيس على موقع IMDb (الإنجليزية)
- فرانك أدونيس على موقع ميتاكريتيك (الإنجليزية)
- فرانك أدونيس على موقع روتن توميتوز (الإنجليزية)
- فرانك أدونيس على موقع ألو سيني (الفرنسية)
- فرانك أدونيس على موقع تيرنر كلاسيك موفيز (الإنجليزية)
- فرانك أدونيس على موقع أول موفي (الإنجليزية)
- فرانك أدونيس على موقع قاعدة بيانات الأفلام السويدية (السويدية)
- فرانك أدونيس على موقع قاعدة بيانات الفيلم (الإنجليزية)
- فرانك أدونيس على موقع كينوبويسك (الروسية)